# 서효인 (시인)
서효인(1981년 ~ )은 대한민국의 시인이다. 1981년 전라남도 목포에서 태어나 전남대학교 국어국문학과와 동 대학원 석사과정을 졸업했다.

## 약력
2006년 《시인세계》 신인상에 당선되어 등단했다. 전남대학교 국어국문학과와 동 대학원 석사과정을 졸업했다. 2011년 제30회 「김수영문학상」을 수상했다. 작란(作亂) 동인으로 활동 중이다.

## 수상
- 2011년 〈김수영문학상〉
- 2017년 〈대산문학상〉
- 2018년 <천상병문학상>

## 저서

### 시집
- 《소년 파르티잔 행동 지침》(민음사, 2010)
- 《백 년 동안의 세계대전》(민음사, 2011)
- 《여수》(문학과지성사, 2017)
- 《나는 나를 사랑해서 나를 혐오하고》(문학동네, 2022)
- 《거기에는 없다》(현대문학, 2022)

### 산문집
- 《이게 다 야구 때문이다》(다산북스, 2011)
- 《잘 왔어 우리 딸》(난다, 2014)
- 《아무튼, 인기가요》(제철소, 2020)
- 《그림책 생활》(달, 2023)
- 《좋음과 싫음 사이》(난다, 2024)
- 《이웃과 시》(아침달, 2024)